# Juan Francisco Escobar
Juan Francisco Escobar Valdez (31 gennaio 1949) è un arbitro di calcio paraguaiano.
Ha arbitrato durante il campionato del mondo Under-20 1985, la Copa América 1991 e 1993, i Giochi di Barcellona 1992, nonché svariate gare di Coppa Libertadores e due edizioni della Recopa Sudamericana, 1992 e 1994.